# Maktab 2021
Maktab —  Serie de televisión uzbeka de 2021 dirigida por Fernando Ikhtiyor Tulaganov. Protagonizada por Asal Abdullayeva y Abbas Bahadirov. La serie recaudó más de 500 millones de soms en la taquilla de Uzbekistán.
El estreno de la serie tendrá lugar en Uzbekistán el 15 de septiembre de 2021. El estreno mundial tuvo lugar el 1 de octubre de 2021.

## Trama
Una historia sobre el estudiante de secundaria Sanzhar y sus amigos. Cada uno de ellos tiene sus propios sueños, planes y tareas. Su enemigo, Bakhti, es un niño mimado que mantiene a toda la escuela asombrada, intimidando a todos los estudiantes que se cruzan en su camino. Luego de una pelea en el gimnasio de la escuela, dos chicos inician una guerra por el liderazgo de la escuela y por la atención y el amor de la nueva chica.

## Sinopsis

### Preparación
En marzo de 2020, se informó que fue producido por "Salom Social Media" uzbeko.  El director de la serie fue Ikhtior Tolaganov, los guionistas fueron Darkhon Ospanov y Bekzod Yangibev, el productor fue Bekzod Mirmakhmudov, los principales productores fueron Darkhon Okilbekov y Shahrukh Murtazaev.

### Fundición
En diciembre de 2020, se anunció que Asal Abdullaeva, Buzruk Bakhtiyorov, Bekzod Abdumalikov, Rano Abdumutalovn, Abbas Bahadirov, Begzod Botirov, Bekzod Yangibeev, Feruza Sobitova, Mehriddin Rahmatov y Batir Muhammadzhanov desempeñarán los papeles principales en la nueva serie.

### Rodaje
En enero de 2020, se informó que el rodaje principal de la película comenzará en Tashkent.

## Reparto
- Asal Abdullayeva
- Abbas Bahadirov
- Buzruk Bakhtiyorov
- Bekzod Abdumalikov
- Rano Abdumutalovn
- Begzod Batirov
- Akhmad Usmanov
- Bekzod Yangibeev
- Akmal Mirzo
- Feruza Sobitova
- Mehriddin Rakhmatov
- Zilola Pulatova
- Nigora Karimbaeva
- Botir Muhammadjonov
- Islam Karimov
- Early Abdumutalova
- Doston Mamajonov

## Premios y nominaciones
- 2021 - Premio de cine uzbeko a la mejor serie juvenil del año.
- 2021 - Nominada Consejo Nacional de Críticos de Cine a la mejor serie.
- 2021 - Nominado al Premio RizaNova al mejor actor joven (Buzruk Bakhtiyorov).
- 2021 - Nominada al Premio RizaNova a la Mejor Obra de Producción (Shahrukh Murtazaev).

## Equipo de cámara
- Principales productores - Shahrukh Murtazaev
- Productor ejecutivo - Бекзод
- Guionista  - 
Darxon Ospanov
Bekzod Yangiboev
- Director  - Ixtiyor Toʻlaganov
- Artista -Ilhom Namozov
- Operador  - Ixtiyor Toʻlaganov
- Director creativo  - Sardor Axmedov